# Daniel Stähr
Daniel Stähr (* 1990 in Kühlungsborn) ist ein deutscher Ökonom und Essayist.

## Leben
Stähr wuchs als Sohn einer alleinerziehenden Mutter in Mecklenburg-Vorpommern auf. Nach eigenen Angaben wurde sein „Wissensdurst“ dadurch geweckt, dass seine Mutter viel gelesen und ihn dahingehend geprägt habe. Die Entscheidung, Wirtschaftswissenschaft zu studieren, sei maßgeblich durch sein Interesse für die Weltfinanzkrise 2007–2008 beeinflusst gewesen.
An der Universität Rostock erwarb er 2014 einen Bachelor of Science in Wirtschaftswissenschaft und 2016 einen Master of Science in Volkswirtschaftslehre. Anschließend war er bis 2017 als wissenschaftlicher Mitarbeiter am Institut für Finanzdienstleistungen (iff) in Hamburg tätig, bevor er bis 2024 als wissenschaftlicher Mitarbeiter am Lehrstuhl für Volkswirtschaftslehre, insbesondere Makroökonomik, sowie bei Hans-Jörg Schmerer am Lehrstuhl für Volkswirtschaftslehre, insbesondere Internationale Ökonomie, der Fernuniversität in Hagen arbeitete.
Seit 2022 erscheint auf dem Literaturblog 54books.de Stährs Kolumne „Geldgeschichten“. Derzeit (Stand 2024) lebt er in Frankfurt am Main und setzt als externer Doktorand seine Promotion an der Fernuniversität in Hagen zum Thema Narrative Economics fort.

## Die Sprache des Kapitalismus
Die von Stähr gemeinsam mit dem Literatur- und Kulturwissenschaftler Simon Sahner verfasste Sprachkritik Die Sprache des Kapitalismus, erschienen 2024 im S. Fischer Verlag, problematisiert die Verwendung von Begrifflichkeiten wie „steigende Preise“, „Arbeitnehmer“ und „Arbeitgeber“ sowie „Technologieoffenheit“ und Narrative wie den „Selfmademan“, die in ihren Funktionen der Verschleierung von Verantwortlichkeiten und Funktionsweisen ökonomischer Prozesse, Unsichtbarmachung alternativer Wirtschaftsordnungen und Konsolidierung von Abhängigkeitsverhältnissen (die „historisch gewachsene Machtzuschreibung“) kennzeichnend für den Kapitalismus seien. Eine naturalisierende Metaphorik wie die Einordnung der Weltfinanzkrise 2007–2008 als „perfekten Sturm“ durch den Internationalen Währungsfonds (IWF) trage etwa dazu bei, erstens „die Verantwortung für konkrete Situationen von einzelnen Personen und Institutionen [wegzuschieben]“ und zweitens „Eingriffe in die Sozialsysteme oder andere unpopuläre Politikentscheidungen sprachlich [vorzubereiten] und [zu rechtfertigen]“. Stähr und Sahner stellen jedoch klar, dass es ihnen nicht darum gehe, eine Verschwörung zu unterstellen, sondern zu zeigen, „dass wir alle die Geschichten des Kapitalismus [erzählen] und [..] es nicht einmal [merken]“.

### Rezeption
In der Süddeutschen Zeitung übt Helmut Mauró Kritik an der „autoritären Haltung“ Stährs und Sahners, „dass Sprache verändert werden müsse“, von der „die neuere Linguistik [..] längst abgeschworen“ habe. Die „Kampfschrift im Schafspelz“ verfehle den „Sinn einer sauberen Sprachanalyse“, „zu selbstständigem Denken [anzuregen]“. Stattdessen werde der Leser bevormundet, da „bereits die politische Übereinstimmung“ mit der linken Position der Autoren vorausgesetzt werde. Dennoch könne ihrer These, dass „ein anderes Sprechen über ökonomische Zusammenhänge […] ein anderes und gerechteres Zusammenleben bewirken [könne]“, zugestimmt werden.
Katja Scherer befindet im Deutschlandfunk, „das Buch [werde] seinem hohen eigenen Anspruch nur teilweise gerecht“, da „die Autoren von ihrer durchaus interessanten Sprachkritik immer wieder in eine recht pauschale und in der Sache nicht neue Kapitalismuskritik [abgleiten]“. Seine Grundidee könne jedoch „Anstoß dazu geben, genauer darüber nachzudenken, wie über Wirtschaft gesprochen wird – auch in den Medien“. Darüber hinaus hebt Scherer die gute Verständlichkeit des Buches hervor.
Für Das Parlament kommentiert Thomas Gesterkamp, die „besondere Stärke des Buches“ liege in der „Kooperation der beiden Fachdisziplinen [Ökonomie und Kulturwissenschaft]“, da Ökonomen selten „die von ihnen verwendete, oft von einer einseitigen Weltanschauung geprägte Sprache“ hinterfragten und das Feuilleton ökonomische Zusammenhänge oft vernachlässige. In einer Rezension im nd kommt er zu demselben Urteil.
Marc Püschel kritisiert in der Jungen Welt, das „Buch [laufe mitunter] Gefahr, in zu allgemeine Kapitalismuskritik abzugleiten“, würdigt jedoch die „Pionierarbeit“ der Autoren und die Erfüllung ihres Selbstanspruchs, „ein Bewusstsein dafür [zu] schaffen, wie Sprache und Erzählungen zur Funktionsweise des Kapitalismus beitragen“.

## Schriften (Auswahl)
- mit Dirk Ulbricht et al.: iff-Überschuldungsreport 2016: Überschuldung in Deutschland. Institut für Finanzdienstleistungen, Hamburg 2016, ISBN 978-3-946371-03-8 (econstor.eu [PDF; 2,9 MB]).
- mit Doris Neuberger et al.: Gesamtwirtschaftliche und fiskalische Effekte der Tätigkeit von Bürgschaftsbanken in den Neuen Bundesländern. Schlussbericht. Institut für Finanzdienstleistungen, Hamburg 2017 (archive.org [PDF; 1,5 MB]).
- mit Simon Sahner: Die Sprache des Kapitalismus. S. Fischer, Frankfurt am Main 2024, ISBN 978-3-10-397593-2.